# Dangerous Woman
A Dangerous Woman Ariana Grande énekesnő harmadik stúdióalbuma, ami 2016. május 20-án jelent meg a Republic Records-nál.

## Számlista
1. Moonlight (3:22)
2. Dangerous Woman (3:55)
3. Be Alright (2:59)
4. Into You (4:04)
5. Side To Side (3:46)
6. Let Me Love You (3:43)
7. Greedy (3:34)
8. Leave Me Lonely (3:49)
9. Everyday (3:14)
10. Sometimes (3:46)
11. I Don't Care (2:58)
12. Bad Decisions (3:46)
13. Touch It (4:19)
14. Knew Better/Forever Boy (4:59)
15. Thinking Bout You (3:20)